# 고등군사법원
고등군사법원(高等軍事法院, High military court)은 대한민국의 군사법원 중 전시에 군사재판의 항소심을 행하는 군사법원이다.

## 변천
2021년 군사법원법 개정 전까지 고등군사법원은 평시에 군사재판의 항소심을 관할하는 군사법원으로써, 개정 전 군사법원법 제6조 제1항에 따라 국방부에 설치되어 있었다. 그러나 2021년 개정되어 2022년 7월부터 시행을 앞둔 군사법원법(법률 제18465호, 이하 '개정 군사법원법')은 항소심을 관할하는 고등군사법원이 국방부에 근무하는 고위 장성들의 영향을 받을 위험성을 우려하여 평시 군사재판의 항소심을 서울고등법원이 관할하도록 하고, 평시 고등군사법원을 폐지하였다.

## 관할
개정 군사법원법에 따른 전시 고등군사법원의 심판사항은 개정 전 군사법원법상 고등군사법원의 관할과 같이, 보통군사법원의 재판에 대한 항소 및 항고사건 등을 모두 관할한다(제534조의5 제3항). 다만 고등군사법원의 판결에 대한 상고심은 전시에도 헌법 제110조 제2항에 따라 대법원에서 관할한다.

## 조직 및 구성
개정 군사법원법은 '전시·사변 또는 이에 준하는 국가비상사태'인 경우 국방부에 고등군사법원을 설치하도록 하고 있다(제534조의2, 제534조의3). 고등군사법원의 사법행정 등 행정사무는 관할관인 국방부장관이 담당한다(제534조의4 제1항, 제2항). 다만 전시 고등군사법원의 구성은 개정 전 군사법원법상 고등군사법원과 아무런 차이가 없다. 개정 군사법원법에 따른 보통군사법원의 재판부는 재판관 3인 또는 5인으로 구성하며(제534조의8 제2항), 재판관은 군판사 또는 심판관으로 한다(제3항). 심판관은 영관급 이상의 장교 중에서 관할관이 임명하고(제534조의10), 재판관 역시 관할관이 지정한다(제534조의11).

### 개정 전 고등군사법원장
2021년 개정 전 군사법원법(법률 제17367호) 제6조 제4항, 군사법원의 조직에 관한 규정(대통령령 제29400호) 제2조 제1항에 따르면 고등군사법원에 고등군사법원장을 두었다. 고등군사법원장은 군법무관인 장성급 장교로 보하며(제2항), 국방부장관의 명을 받아 사법행정사무를 총괄하는 직위였다(제3항). 그 목록은 아래와 같다.
| 순번 | 이름             | 재임 기간                          |
| ---- | ---------------- | ---------------------------------- |
| 1대  | 이성재 육군 대령 | 2000년 4월 1일 ~ 2001년 12월 17일  |
| 2대  | 박주범 육군 준장 | 2001년 12월 17일 ~ 2003년 11월 5일 |
| 3대  | 조동양 육군 대령 | 2003년 11월 19일 ~ 2006년 1월 31일 |
| 4대  | 민홍철 육군 준장 | 2006년 2월 6일 ~ 2008년 1월 22일   |
| 5대  | 조동양 육군 준장 | 2008년 1월 22일 ~ 2008년 10월 8일  |
| 6대  | 최재석 육군 준장 | 2008년 11월 21일 ~ 2009년 7월 31일 |
| 7대  | 윤웅중 육군 준장 | 2009년 12월 1일 ~ 2010년 12월 28일 |
| 8대  | 고석 육군 준장   | 2011년 1월 1일 ~ 2012년 12월 31일  |
| 9대  | 이은수 육군 준장 | 2013년 1월 1일 ~ 2014년 12월 31일  |
| 10대 | 김흥석 육군 준장 | 2015년 1월 1일 ~ 2016년 12월 31일  |
| 11대 | 홍창식 육군 준장 | 2017년 1월 1일 ~ 2018년 12월 20일  |
| 12대 | 이동호 육군 준장 | 2018년 12월 21일 ~ 2019년 11월     |
| 13대 | 박종형 육군 준장 | 2020년 1월 2일 ~ 2022년 7월 1일    |

## 같이 보기
- 군사법원
- 대한민국의 군사법원
- 보통군사법원
- 군법무관